# Kátoly
Kátoly là một thị trấn thuộc hạt Baranya, Hungary. Thị trấn này có diện tích 8,75 km², dân số năm 2010 là 314 người, mật độ 36 người/km².